# Pottsville (Arkansas)
Pottsville ist eine City im Pope County im US-Bundesstaat Arkansas. Sie liegt etwa 105 km westlich von Little Rock und etwa 135 km östlich von Fort Smith.
Nach der Volkszählung von 2000 zählte die Stadt eine Bevölkerung von 1271 Einwohnern. Sie nimmt eine Fläche von 19,5 km² ein. Pottsville grenzt im Norden an Crow Mountain, im Osten an Atkins und im Westen an Russellville.